# Volby do Národního shromáždění Francouzské republiky 1936
Francouzské legislativní volby 1936 proběhly ve dnech 26. dubna (1. kolo) a 3. května (2. kolo). Vítězně z nich vzešla levicová koalice, tzv. Lidová fronta (Front Populaire).
Vládu poté složil socialista Léon Blum.

## Volební výsledky

### Hlasy
| Politická formace                                                                        | Politická formace | Hlasy     | v %   |
| ---------------------------------------------------------------------------------------- | ----------------- | --------- | ----- |
|                                                                                          | Lidová fronta     | 5 628 321 | 57,17 |
| Francouzská sekce dělnické internacionály (SFIO)                                         | 1 955 306         | 19,86     |       |
| Francouzská komunistická strana (PCF)                                                    | 1 502 404         | 15,26     |       |
| Republikánská, radikální a radikálně socialistická strana (PRRRS)                        | 1 422 611         | 14,45     |       |
| Ostatní levicová uskupení                                                                | 748 600           | 07,60     |       |
|                                                                                          | Pravice a střed   | 4 202 298 | 42,68 |
| Nezávislí radikálové (RI), Demokratická aliance (AD) et Lidová demokratická strana (PDL) | 2 536 294         | 25,76     |       |
| Republikánská federace (FR), nezávislí a konzervativci                                   | 1 666 004         | 16,92     |       |
|                                                                                          | Ostatní           | 16 047    | 00,16 |
| Celkem                                                                                   | Celkem            | 9 846 666 | 100%  |

### Rozdělení mandátů

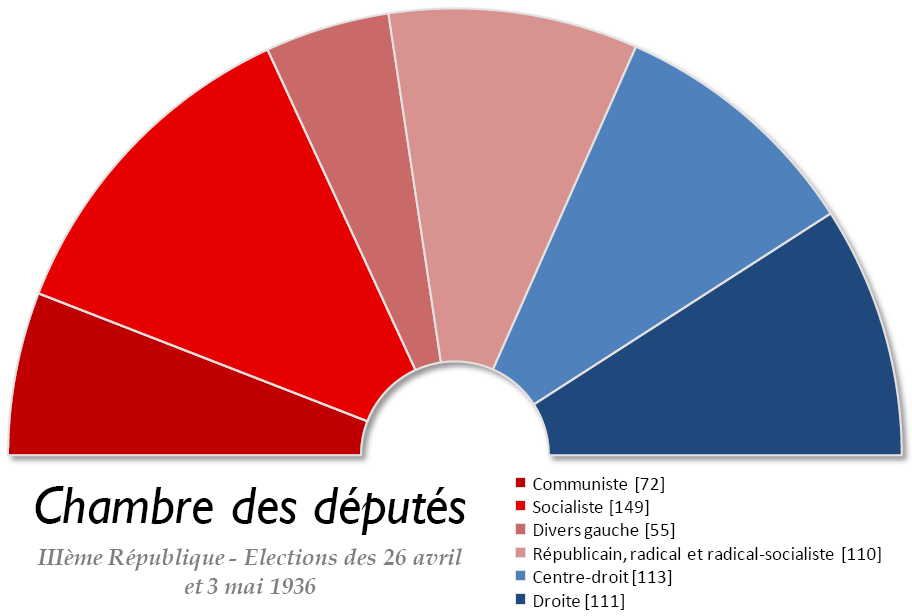
Národní shromáždění po volbách 1936.

| Zařazení    | Klub / Strana                                                     | Členů  | Přidružených | Členů celkem |
| ----------- | ----------------------------------------------------------------- | ------ | ------------ | ------------ |
| Levice      | Komunistický klub (PCF)                                           | 72     | -            | 72           |
| Levice      | Strana proletářské jednoty                                        | 6      | -            | 6            |
| Levice      | Socialistický klub (SFIO)                                         | 148    | 1            | 149          |
| Levice      | Republikánská socialistická unie                                  | 29     | -            | 29           |
| Levý střed  | Radikálně-socialistiký klub (PRRRS)                               | 109    | 1            | 110          |
| Levý střed  | Radikální socialisté Camille Pelletana                            | 3      | -            | 3            |
| Levý střed  | Frontistická strana                                               | 2      | -            | 2            |
| Levý střed  | Strana mladé republiky                                            | 4      | -            | 4            |
| Levý střed  | Nezávislá levice                                                  | 11     | -            | 11           |
| Pravý střed | Nezávislá radikální a demokratická levice                         | 36     | 3            | 39           |
| Pravý střed | Aliance levicových republikánů a nezávislých radikálů             | 42     | 1            | 43           |
| Pravý střed | Nezávislí lidové akce                                             | 16     | -            | 16           |
| Pravý střed | Lidoví demokraté                                                  | 11     | 2            | 13           |
| Pravice     | Nezávislí republikáni a Nezávislá agrární skupina                 | 34     | 6            | 40           |
| Pravice     | Republikánská federace a Nezávislí z národní a republikánské unie | 49     | 11           | 60           |
| Pravice     | Nezávislí republikáni                                             | 13     | -            | 13           |
| Celkem      | Celkem                                                            | Celkem | Celkem       | 610          |